# 히토츠바시파
히토츠바시파(일본어: 一橋派 히토츠바시하[*])란 일본의 막말시대에 13대 정이대장군 도쿠가와 이에사다의 후계를 둘러싼 안세이 장군계사문제 정국에서 어삼경 중 하나인 히노츠바시 도쿠가와가의 당주 히토츠바시 요시노부(이후 15대 장군 도쿠가와 요시노부)를 추대한 파벌이다. 대내정책적으로는 공무합체파였고, 대외정책적으로는 미토번 같은 과격한 양이파와 사츠마번・우와지마번 같은 적극적 개국파가 혼재되어 있었다. 도쿠가와 요시토미(이후 14대 장군 도쿠가와 이에모치)를 추대한 난키파와 대립했다.
도쿠가와 이에사다는 병약해서 젊어서부터 장수나 후계자 생산은 절망시되고 있었다. 자연히 발생한 후계자 문제에서 요시노부가 연장자이고 현명하다고 그를 지지했던 것이 히토츠바시파다. 요시노부의 친부인 전 미토번주 도쿠가와 나리아키를 필두로 현 미토번주 도쿠가와 요시아츠, 에치젠번주 마츠다이라 슌가쿠, 오와리번주 도쿠가와 요시카츠 등 친번 다이묘들과, 개명사상으로 이름높던 사츠마번주 시마즈 나리아키라, 우와지마번주 다테 무네나리, 토사번주 야마우치 요도 등 도자마 다이묘들이 히토츠바시파에 속했다. 종래부터 막정을 주도해온 후다이 다이묘들 위주의 난키파에 비하여, 히토츠바시파는 기존 막정에서 소외되어 있던 친번・도자마 다이묘가 중심이었다. 노중수좌 아베 마사히로(빈고 후쿠야마번주)가 이들 친번・도자마 다이묘들을 막정에 참여시켜 줌에 따라 발언력이 높아진 것이 그들이 파벌을 형성할 수 있는 배경이 되었다.
히토츠바시파는 안세이 3년(1856년) 시마즈 나리아키라의 양녀 텐쇼인을 이에사다의 계실로 결혼시키는 등 내명부 공작도 꾀했지만, 파벌 영수 도쿠가와 나리아키가 근엄실직하여 사치스러운 오오쿠 여자들에게 미움받았기에 세력을 제대로 침투시키지 못했다. 또한 나리아키가 여색을 밝혀 자식이 많았던 것도 오오쿠에서 인심을 잃은 요인이었다고 한다.
아베 마사히로가 죽은 뒤 막각을 주도한 노중 홋타 마사요시(사쿠라번주)는 히토츠바시파에 대해 호의를 나타냈다. 안세이 5년(1858년) 미일수호통상조약을 둘러싼 정국에서 교토의 조정까지 끌어들이면서 양파의 대립은 격화되었다. 이 때 마츠다이라 슌가쿠의 심복 하시모토 사나이, 시마즈 나리아키라의 심복 사이고 다카모리도 공작을 위해 교토에서 암약했다. 하지만 난키파의 영수 이이 나오스케(히코네번주)가 대로에 취임하면서 조약문제와 계사문제 모두 이이의 주도하에 일거에 해결이 도모되어 요시토미가 후계자로 정해지고 히토츠바시파는 패배했다.
이이의 폭거에 분노한 나리아키・요시노부 부자, 요시카츠, 슌가쿠 등이 이이에게 담판을 요구했으나, 허가 없이 에도성에 등성했다는 이유로 칩거근신을 명받았다. 이를 계기로 이이는 안세이 대옥을 개시하고, 교토에서도 난키파 노중 마나베 아키카쓰(사바에번주)가 탄압을 실시해 히토츠바시파 다이묘들은 일제히 은거・근신을 당했다. 사츠마의 시마즈 나리아키라는 솔병상경으로 정세를 만회하려 했으나 출병 직전에 병사했고, 도쿠가와 나리아키는 홧병으로 죽었다. 그러나 이이 나오스케가 사쿠라다문 밖의 변으로 암살당하고, 나리아키라의 동생 시마즈 히사미츠가 솔병상경을 감행함으로써 분큐의 개혁이 실시되면서 이후의 막정은 히토츠바시파가 주도하게 된다.